# La Nogueruela
La Nogueruela es un aldea perteneciente al municipio español de Salvacañete, en la provincia de Cuenca. 

## Descripción
Se trata de una aldea ubicada en el término municipal conquense de Salvacañete, en la comunidad autónoma de Castilla-La Mancha. Por sus alrededores discurre el río Cabriel. La Nogueruela aparece descrita en el decimosegundo volumen del Diccionario geográfico-estadístico-histórico de España y sus posesiones de Ultramar de Pascual Madoz de forma lacónica con las siguientes palabras:

NOGUERUELA (La): casa de campo y labor en la prov. de Cuenca, part. jud. de Cañete y térm. jurisd. de Salvacañete.
(Madoz, 1849, p. 177)

En 2022 estaban censados en la localidad 8 habitantes.